# Melchizedek (Nag Hammadi)
Melchizedek – gnostycki utwór z Nag Hammadi (NHC IX,1) pochodzenia setiańskiego. W treści obecne są liczne aluzje do chrześcijaństwa, m.in. porównanie Melchizedeka do Chrystusa.